# Tarsius thailandica
Tarsius thailandica és una espècie extinta de tarser que visqué a Tailàndia durant el Miocè. Fou descoberta pels paleontòlegs francesos Pierre Mein i Léonard Ginsburg al jaciment de Li Mae Long el 1997.